# Erich Kästner
Erich Kästner, nemški pisatelj in scenarist, * 23. februar 1899, Dresden, † 29. julij 1974, München.
Kästner spada med najbolj brane mladinske pisatelje. Po tem, ko je v Nemčiji pred drugo svetovno vojno prišla na oblast Hitlerjeva NSDAP, Kästner zaradi svojega socialnega in kritičnega realizma, ni smel več objavljati, njegove knjige pa so celo zažigali. Po vojni je začel spet pisati in se ukvarjati tudi s pisanjem filmskih scenarijev. Med letoma 1957 in 1962 je bil predsednik nemškega PEN kluba.

## Življenje

### Dresden 1899 do 1919
Erich Kästner je odraščal na Königsbruckerjevi cesti v Dresdnu, v predelu, imenovanem Neustadt. 
V  bližini, na Albertovem trgu (Albertplatz), se danes v kleti takratne vile njegovega strica Franza Augustina, nahaja muzej, posvečen Erichu Kästnerju. 
Njegov oče, Emil Kästner, je bil sedlarski mojster. Mama, Ida Kästner, rojena Augustin, pa je bila služkinja in frizerka. Do mame je Kästner krojil poseben odnos: v časopisih Leipziger in Berliner Zeit ji je vsakodnevno pisal zaupna pisma ali dopisnice. Tudi v njegovih romanih se da slutiti motiv »nadmatere«. Kasneje so prišle na dan tudi govorice (nikoli dokazane), da je bil njegov pravi oče judovski zdravnik Emil Zimmermann (1864-1953) – družinski hišni zdravnik.
Kästner je od leta 1913 obiskoval učiteljišče v Marijinem drevoredu v Novem Dresdnu, vendar je tri leta kasneje, tik pred koncem izobraževanja, šolanje za osnovnošolskega učitelja prekinil. Mnogo spominov iz takratnega šolanja lahko najdemo v knjigi Leteča učilnica (nem. Das fliegende Klassenzimmer). Svoje otroštvo je Kästner opisal v 1957 izdani avtobiografiji Ko sem bil še majhen deček (nem. Als ich ein kleiner Junge war). V knjigi komentira začetek prve svetovne vojne z besedami: »Svetovna vojna se je začela, moje otroštvo se je končalo.« Leta 1917 je bil vpoklican na služenje vojaškega roka in opravil urjenje v enoletni prostovoljni četi težkega topništva. Krutost vojaškega urjenja je na njem pustila pečat in ga spreobrnila v nasprotnika vojske. Poleg tega je zaradi ostrega in prenapornega urjenja inštruktorja Wauricha dobil doživljenjsko srčno motnjo. Zato je Kästner Wauricha v eni od svojih pesmi močno kritiziral. Po koncu prve svetovne vojne je opravil maturo z odliko in zato prejel zlato štipendijo mesta Dresden.

### Leipzig 1919 do 1927
Jeseni 1919 je pričel Kästner v Leipzigu študirati zgodovino, filozofijo, germanistiko in teatrologijo. Zaradi inflacije in slabe finančne situacije je imel Kästner več stranskih služb. Med drugim je prodajal parfume in zbiral borzne tečaje za enega vlagatelja. Leta 1925 je napisal disertacijo na temo Friderik Veliki in nemška literatura (nem. Friedrich der Große und die deutsche Literatur). Študij si je Kästner že zgodaj plačeval sam, iz lastnih dohodkov kot novinar in kot gledališki kritik za feljton Neue Leipziger Zeitung. 
Leta 1927 so Kästnerja, ki je postajal vedno bolj kritičen, odpustili, potem ko so mu po poslikavi Ericha Ohserja za erotično pesem: Večerna pesem sobnega virtuoza (nem. Abendlied des Kammervirtuosen) očitali lahkomiselnost. Še istega leta se je Kästner preselil v Berlin, kjer je pod psevdonimom »Bertholg Bürger« najprej kot svobodni kulturni delavec pisal za Neue leipziger Zeitung. Kästner je objavljal tudi pod mnogimi drugimi psevdonimi kot na primer »Melchior Kurtz«, »Peter Flint« ali »Robert Neuner«. 
V otroški prilogi družinskega časopisa Beyers für alle – (od leta 1928 otroški časopis Klausa in Kläre), izdane od leipziške založbe Otto Beyer, je bilo od 1926 do 1932 pod psevdonimom »Klaus« in »Kläre« objavljenih skoraj 200 člankov – zgodbe, pesmi, uganke in manjši feljtoni. Večina teh člankov bi naj bilo Kästnerjevih.

### Berlin 1927 do 1933
Kästnerjeva leta v Berlinu od 1927 do konca Weimarske republike leta 1933 veljajo za njegova najbolj produktivna. V nekaj letih se je povzpel v enega najpomembnejših berlinskih intelektualcev. Svoje pesmi, glose, reportaže in recenzije je objavljal v različnih berlinskih periodičnih publikacijah. Redno je pisal kot svobodni sodelavec za različne dnevnike, kot na primer Berliner Tageblatt in Vossische Zeitung, kakor tudi za revijo Die Weltbühne. Hans Sarkowicz in Franz Josef Görtz, izdajatelja Kästnerjevih zbranih del iz leta 1998, v sklepni besedi omenjata preko 350 dokazljivih člankov od leta 1923 do leta 1933; dejansko število bi naj bilo še višje. Da je toliko stvari dandanes izgubljenih, je povezano s tem, da je Kästnerjevo stanovanje februarja leta 1944 popolnoma zgorelo. 
Leta 1928 je Kästner objavil svojo prvo knjigo z naslovom Oprijeto srce (nem. Herz auf Taille). To je zbirka pesmi iz časopisa Leipziger Zeit. Do leta 1933 so sledile še tri pesniške zbirke. S svojo uporabno liriko je Kästner postal eden najpomembnejših predstavnikov »Nove stvarnosti«.
Oktobra leta 1929 je izšla Emil in detektivi (nem. Emil und die Detektive), Kästnerjeva prva in do danes najbolj znana otroška knjiga. Detektivska zgodba je nastala po pobudi Edite Jacobsohn, vdove Siegfrieda Jacobsohna, ki je izdajal revijo Die Weltbühne. Knjiga je bilo samo v Nemčiji prodana v več kot 2 milijonih izvodov in do danes prevedena v 59 jezikov. Za takratno otroško literaturo z njenim aseptičnim pravljičnim svetom je bilo zelo nenavadno, da se je zgodba romana odvijala v sedanjosti Berlina. S Pikico in Tončkom (1931- nem. Pünktchen und Anton) ter Letečo učilnico (1933 - nem. Das fliegende Klassenzimmer) je Kästner napisal v naslednjih dveh letih dve novi otroški knjigi, ki sta vezani na sedanjost. Bistven delež za uspešnost knjig so imele tudi ilustracije Walterja Trierja.
Film Gerharda Lamprechta po zgodbi Emil in detektivi je bil leta 1931 zelo uspešen, vendar Kästner ni bil zadovoljen s scenarijem.. Zato je Kästner delal kot scenarist za filmske studije v Babelsbergu. 
Kästnerjev edini roman, ki je literarnega pomena, je delo izdano leta 1931 z naslovom Fabian – Zgodba moralista (nem. Fabian – Die Geschichte eines Moralisten). Roman, ki je bil napisan skoraj s filmsko tehniko – hitri rezi in montaže so pomembna stilna sredstva -  se odvija v Berlinu, v zgodnjih 30. letih dvajsetega stoletja. Na primeru brezposelnega germanista Jakoba Fabiana opisuje Kästner v romanu tempo in vrvež časa, kakor tudi propad Weimarske republike. 
Od 1927 do 1931 je Kästner živel na Praški ulici 17 (Prager Straße 17, sedaj 12) v Berlinu – Wilmersdorfu. Kasneje, do februarja 1944 na Roscherstraße 16 v Berlinu – Charlottenburgu.

### Berlin 1933 do 1945
V nasprotju s skoraj vsemi njegovimi do režima kritičnimi kolegi, Kästner po prevzemu oblasti s strani nacionalsocialistov 30. januarja 1933, ni emigriral. Sicer je takoj po prevzemu za kratek čas odšel v Meran in v Švico, kjer se je srečal z izseljenskimi kolegi. Kasneje se je vrnil nazaj v Berlin. Kästner je utemeljil ta korak s tem, da je hotel biti na kraju dogodkov letopisec. Z epigramom Potreben odgovor na odvečna vprašanja (Notwendige Antwort auf überflüssige Fragen – aus Kur und bündig) je nekako sam podal odgovor: 
»Sem Nemec iz Dresdna in Saške.

Domovina me ne pusti oditi.

Sem kakor drevo, ki v Nemčiji zraste,

in če je potrebno, se v Nemčiji tudi posuši.«
Kästnerja je večkrat zaslišal Gestapo, izključili so ga tudi iz pisateljskega združenja. Njegova dela so sežgali z razlogom da so »knjige proti nemškemu duhu«, kar je lahko od blizu opazoval. Prošnjo za sprejem v zbornico nemške državne literature, so zaradi njegove kulturno boljševiške drže v literaturi pred letom 1933 odklonili, kar se veže predvsem na njegov podpis »nujnega zbora« mednarodnega socialističnega bojnega združenja iz junija leta 1932. V Švici je Kästner lahko objavljal nedolžne razvedrilne romane kot npr. Trije moški v snegu (nem. Drei Männer im Schnee 1934). 
Z izrednim dovoljenjem je Kästner leta 1942 pod psevdonimom »Berthold Bürger« napisal scenarij za Lažnivega Kljukca Münchhausna, t. j. prestižni jubilejni film Ufe (Ufa - Universum Film AG – filmsko podjetje). Leta 1944 je bilo Kästnerjevo stanovanje zaradi bombnih napadov uničeno. Leta 1945 mu je uspelo s filmsko ekipo odpotovati na snemanje filma v Mayrhofen na Tirolsko, kjer je doživel konec vojne. Ta čas je opisal v dnevniku z naslovom Notabene 45 izdanem leta 1961.

### München 1945 do 1974
Po koncu druge svetovne vojne se je Kästner preselil v München, kjer je do leta 1948 urejal feljton Neue Zeitung in izdajal otroško - mladinsko revijo Pingvin (nem. Pinguin). Istočasno se je Kästner v Münchnu okrepljeno posvetil literarnemu kabaretu. Tako je delal za Schaubude (1945-1948) kakor tudi za Die Kleine Freiheit (od 1951) ter za radio. V tem času je izšlo veliko njegovih pesmi, radijskih iger, govorov in spisov, ki so se ukvarjali z nacionalsocializmom, vojno in realnostjo razdejane Nemčije. Med drugim je takrat izdal Pohodno pesem(nem. Marschlied – 1945), Nemški vrtiljak (nem. Deutsche Ringelspiel) in otroško knjigo Konferenca živali (nem. Die Konferenz der Tiere).
Kakor je Kästnerjev optimizem v času takoj po vojni zbledel, tako so tudi zahodni Nemci z denarno reformo in z gospodarskim čudežem poskušali spremeniti način življenja.  Kästner je bil še naprej proti vojski – bil je govorec na različnih vojaških prireditvah, kasneje se je zoperstavil vietnamski vojni. Njegov aktivni intelektualni angažma se je obrnil proti poskusom omejevanja svobode tiska v dobi kanclerja Adenauerja. Leta 1952 je protestiral proti »Zakonu o širjenju  nevarnih besedil za mladino«. Leta 1962 je bil eden prvih intelektualcev, ki so se obrnili proti preiskavam in aretacijam afere Spiegel. Toda Kästner je objavljal vedno manj, čemur je pripomogel naraščajoči alkoholizem. Kästner se ni znal priključiti povojni literaturi in je bil v 50. in 60. letih dvajsetega stoletja cenjen predvsem kot avtor otroških knjig. Ponovno odkritje njegovih literarnih del iz časa Weimarske republike je bilo spet aktualno v 70. letih dvajsetega stoletja (Fabian je bil šele leta 1980 filmsko uprizorjen). 
Kljub vsemu je bil Kästner zelo uspešen. Njegove otroške knjige so se dobro prodajale in bile prevedene v številne jezike ter bile filmsko uprizorjene. Kästner je bil večkrat nagrajen. Leta 1951 je postal predsednik zahodnonemškega P.E.N. – centra; to funkcijo je opravljal do leta 1962. Leta 1965 je bil izvoljen za častnega predsednika. Poleg tega je bil eden od ustanoviteljev mednarodne mladinske knjižnice v Münchnu. 
Kästner se nikoli ni poročil, a je imel deloma dolgoletne zveze in afere. Leta 1957 se mu je rodil sin Thomas. Kästner ni nikoli povedal da ima izvenzakonskega otroka, še naprej živel s svojo dolgoletno življenjsko družico Luiselotto Enderle. Leta 1977 je Enderle objavila Pisma iz Tessina (nem. Briefe aus dem Tessin), izbor Kästnerjevih pisem iz 60. let napisanih za Siebert in Thomasa. Kästner je svoji zadnji dve otroški knjigi Mali mož (nem. Der kleine Mann) in Mali mož in mala miss (nem. Der kleine Mann und die kleine Miss) napisal za Thomasa. 
Kästner je svoja dela pogosto bral na glas. Že v 20. letih dvajsetega stoletja je posnel plošče (iz šelaka – smola indijskih dreves) s kritičnimi pesmimi. Za filme posnete po njegovih otroških knjigah, je bil pogosto pripovedni glas. To je bil tudi v prvih obdelavah radijske igre od Pikice in Tončka (nem. Pünktchen und Anton). Kasneje je prebiral tudi za literarni arhiv Nemškega gramofona izbor svojih pesmi, tudi epigramov. Posnel je tudi obdelavo Mihe Pavlihe (nem. Till – Eulenspiegel) za gramofonsko ploščo. Nenazadnje se je Kästner udeležil različnih solo večerov, kot npr. v münchenskem Cuvillies teatru ali pa je bral za radio, npr. iz svojega dela Ko sem še majhen bil (nem. Als ich ein kleiner Junge war). 
Tik pred smrtjo, julija leta 1974, je Kästner dal dovoljenje, da se naselje, namenjeno za oskrbo in vzgojo sirot, poimenuje po njem, saj se je njegovo delo navezovalo na otroke. Po smrti 29. julija 1974 v kliniki Neuperlach so ga pokopali na Bogenhauerjevem pokopališču v Münchnu – Bogenhausen.

## Izbrana bibliografija

### Otroška proza
- Emil in detektivi (nem. Emil und die Detektive)
- Pikica in Tonček (nem. Pünktchen und Anton)
- Leteča učilnica (nem. Das fliegende Klassenzimmer)
- Dvojčici (nem. Das doppelte Lottchen)
- 35. maj (nem. Der 35. Mai oder Konrad reitet in die Südsee)
- Konferenca živali (nem. Die Konferenz der Tiere)
- Emil in trije dvojčki (nem. Emil und die drei Zwillinge)
- Ko sem še majhen bil (nem. Als ich ein kleiner Junge war)
- Mali mož (nem. Der kleine Mann)
- Mali mož in mala miss (nem. Der kleine Mann und die kleine Miss)

### Proza za odrasle
- Fabian
- Ukradena miniatura